# Starovodské jedliny
Starovodské jedliny este o arie protejată (arie specială de conservare — SAC, sit de importanță comunitară — SCI) din Slovacia întinsă pe o suprafață de 468,68 ha, integral pe uscat.

## Localizare
Centrul sitului Starovodské jedliny este situat la coordonatele 48°46′36″N 20°39′12″E / 48.776667°N 20.653333°E.

## Înființare
Situl Starovodské jedliny a fost declarat sit de importanță comunitară în aprilie 2004 pentru a proteja 1 specie de animale. Situl a fost protejat și ca arie specială de conservare în martie 2004.

## Biodiversitate
Situată în ecoregiunea alpină, aria protejată conține 5 habitate naturale: Păduri acidofile de Picea de la nivel montan la nivel alpin (Vaccinio-Piceetea), Păduri de fag Luzulo-Fagetum, Liziere de ierburi înalte hidrofile de câmpie și de nivel montan până la alpin, Păduri de fag Asperulo-Fagetum, Păduri pe pante, grohotișuri și ravene de Tilio-Acerion.
La baza desemnării sitului se află o specie protejată de  mamifere: urs brun (Ursus arctos).
Pe lângă speciile protejate, pe teritoriul sitului au mai fost identificate 3 specii de plante.